# Tulips
Tulips (o Tulipes en català) és una escultura d'acer inoxidable creada per l'artista americà Jeff Koons entre 1995 i 2004. Existeixen 5 versions úniques de l'obra, quatre de les quals es troben en museus o fundacions (al Museu Guggenheim de Bilbao, a la Fundació Victor Pinchuk de Kíev, a la Fundació Prada de Milà i a The Broad Art Foundation de Santa Monica) i una última va ser venguda per la casa de subhastes Christie's per més de 33 milions de dòlars.
L'obra pertany a l'ambiciosa sèrie d'obres Celebrations, iniciada per Koons l'any 1994. Centrada en els objectes genèrics produïts en massa associats a les festes d'aniversari, les vacances i altres esdeveniments festius —des d'un barret de festa a un tros de pastís passant per cors i ous de Pasqua— les obres de la sèrie Celebration reflecteixen el constant vincle de l'artista americà amb els emblemes de la infància. Amb les seves superfícies immaculades i reflexives d'acer inoxidable, Tulips recorda obres anteriors de Koons com Rabbit (Conill) de 1986, que també transformava un objecte inflable i banal en quelcom dur, brillant i icònic. A Tulips, com en altres globus d'animals que abunden en la sèrie Celebration, així com en l'obra Puppy (1992), Koons va manipular l'escala, així com els materials, amb objectius misteriosos.
Arran dels atemptats de París de 2015, Jeff Koons va voler retre homenatge a la ciutat francesa amb la creació d'una obra d'igual temàtica que s'ubicaria entre el Museu d'Art Modern de París i el Palais de Tokyo. La monumental escultura consistiria en una mà que subjectaria un ram de tulipes, intentant imitar l'estàtua de la llibertat subjectant la torxa. Tanmateix, una trentena d'artistes i de personalitats relacionades amb el món de l'art, entre els quals el director de cinema Olivier Assayas, van signar una carta oberta en què mostraven la seva oposició al projecte. Entre els arguments que hi figuraven, criticaven la realació de l'artista amb l'art industrial, el fet que el projecte no s'obrís a un concurs, o que la ubicació no fos propera al lloc on van haver els atemptats. Finalment l'obra no es va crear.

## Galeria

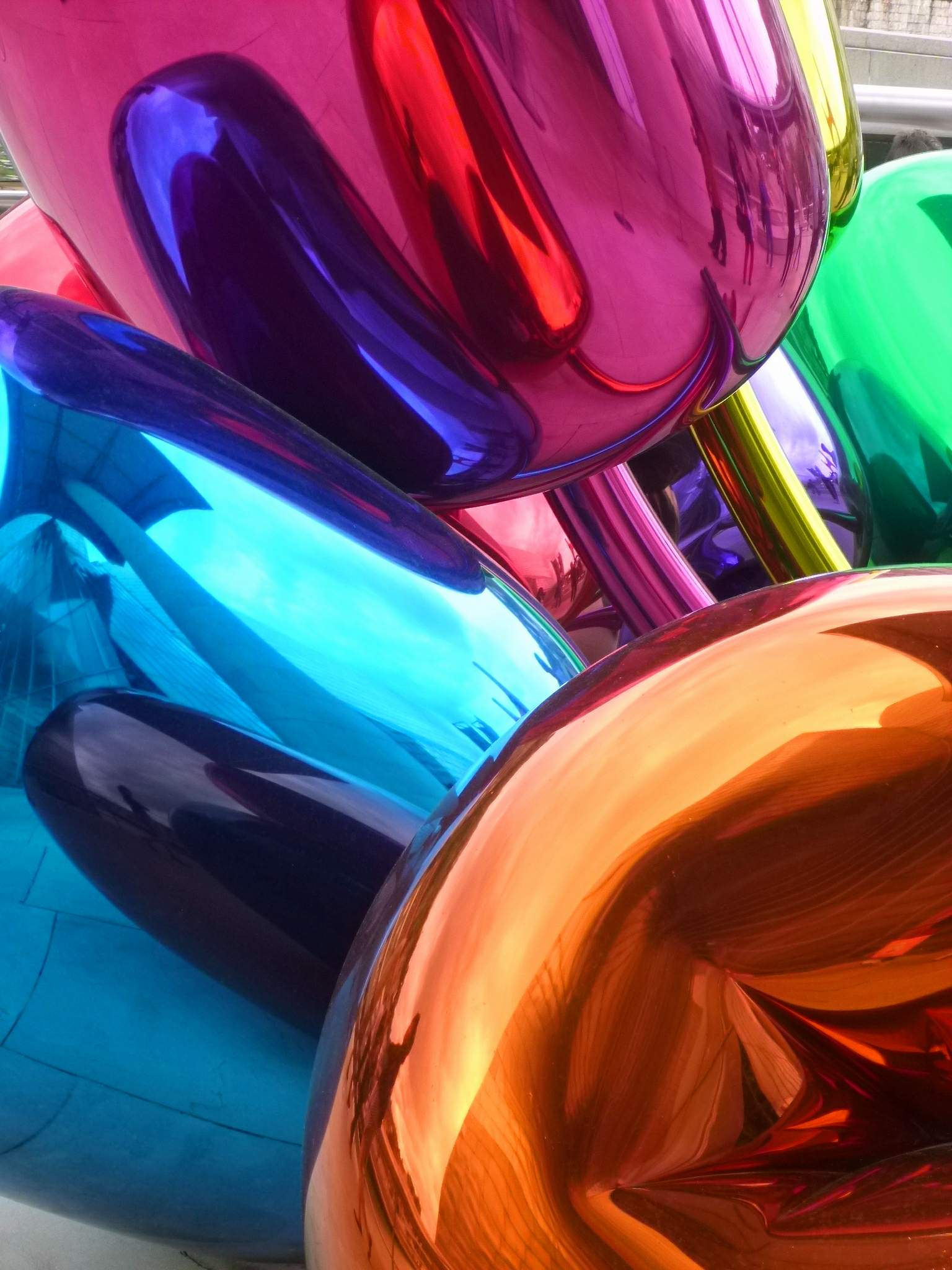
Detall de l'obra al Museu Guggenheim
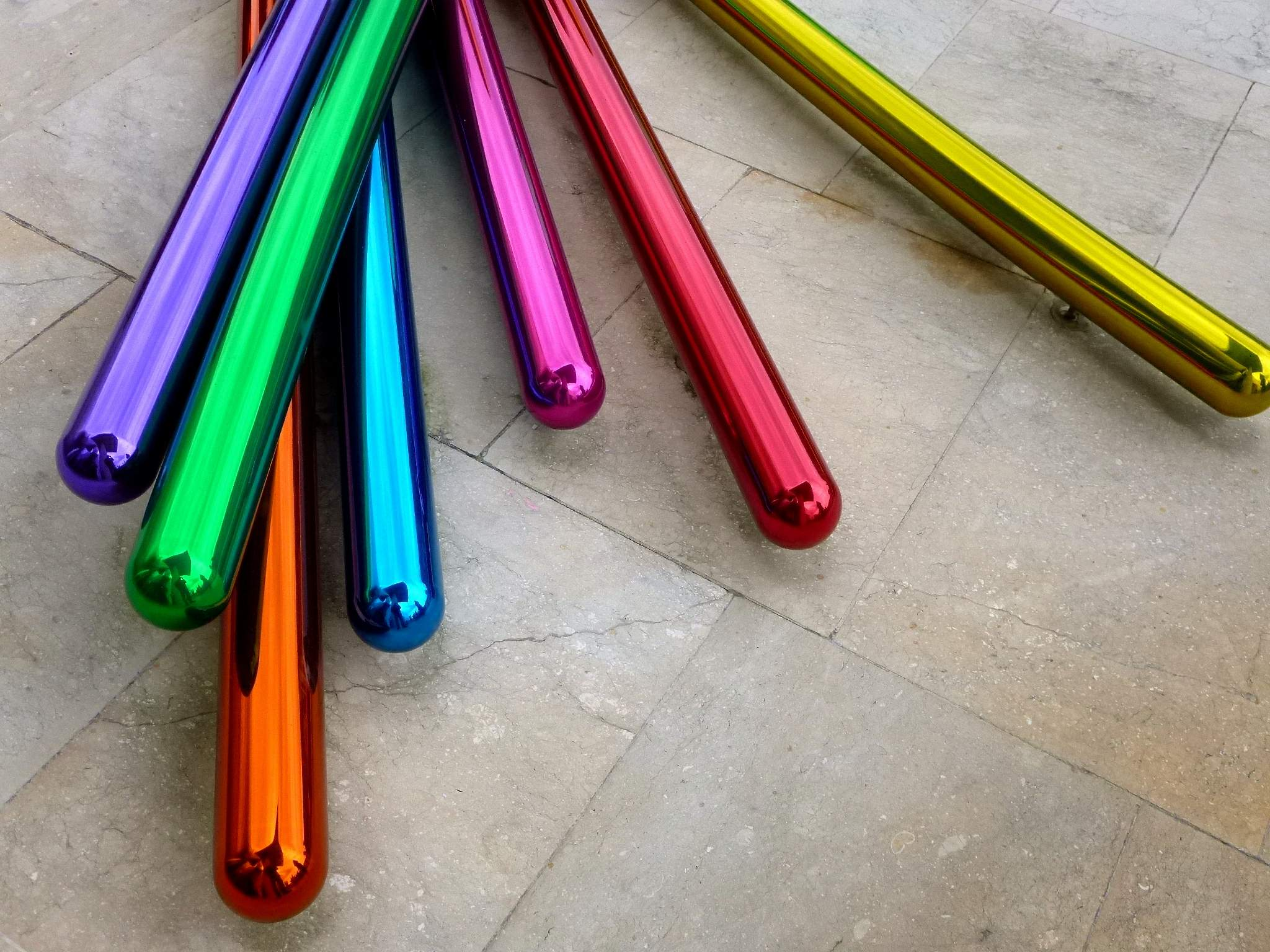
Part posterior de l'obra
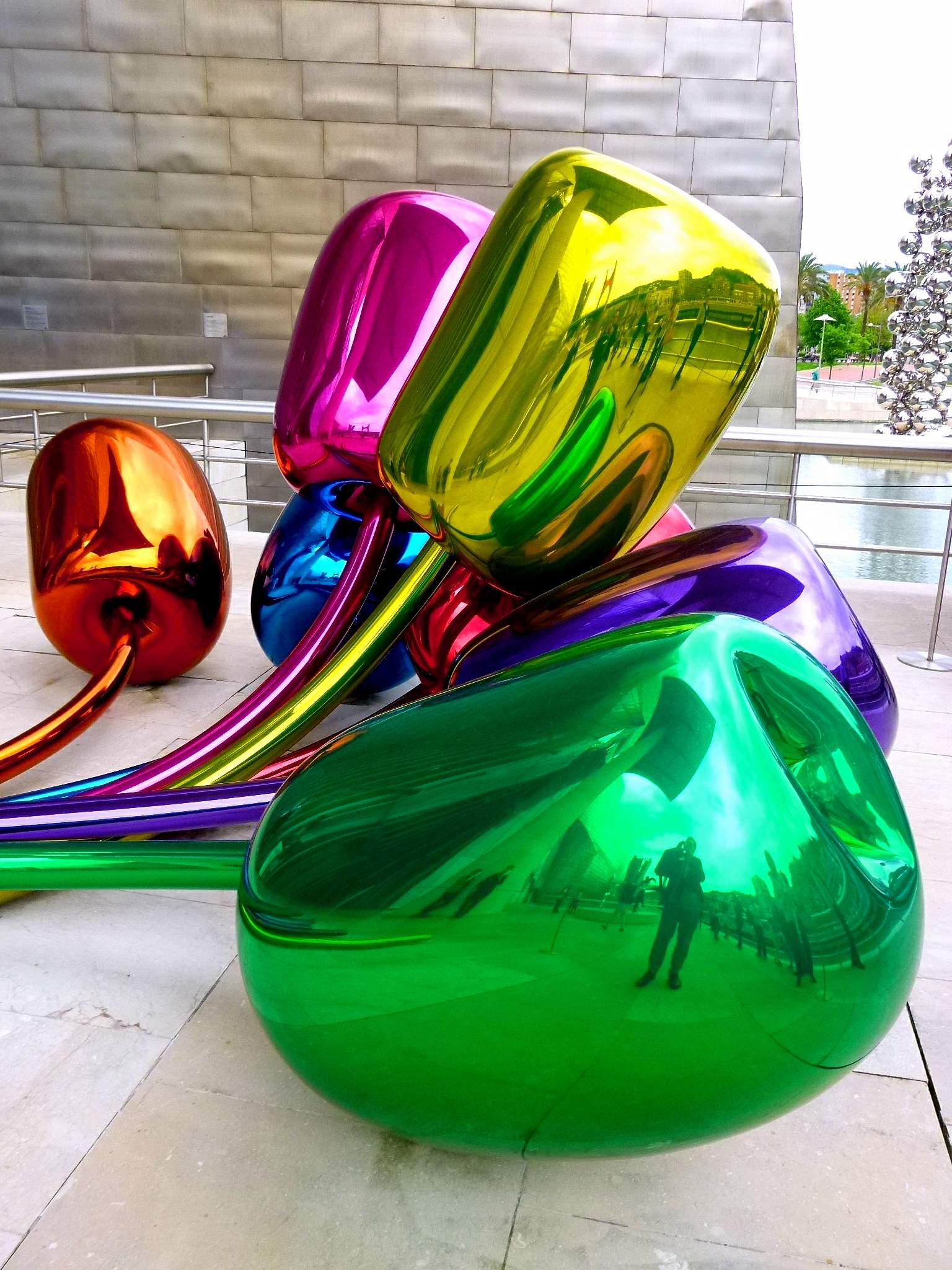
Vista lateral de Tulips, amb l'obra Tall Tree and the Eye d'Anish Kapoor
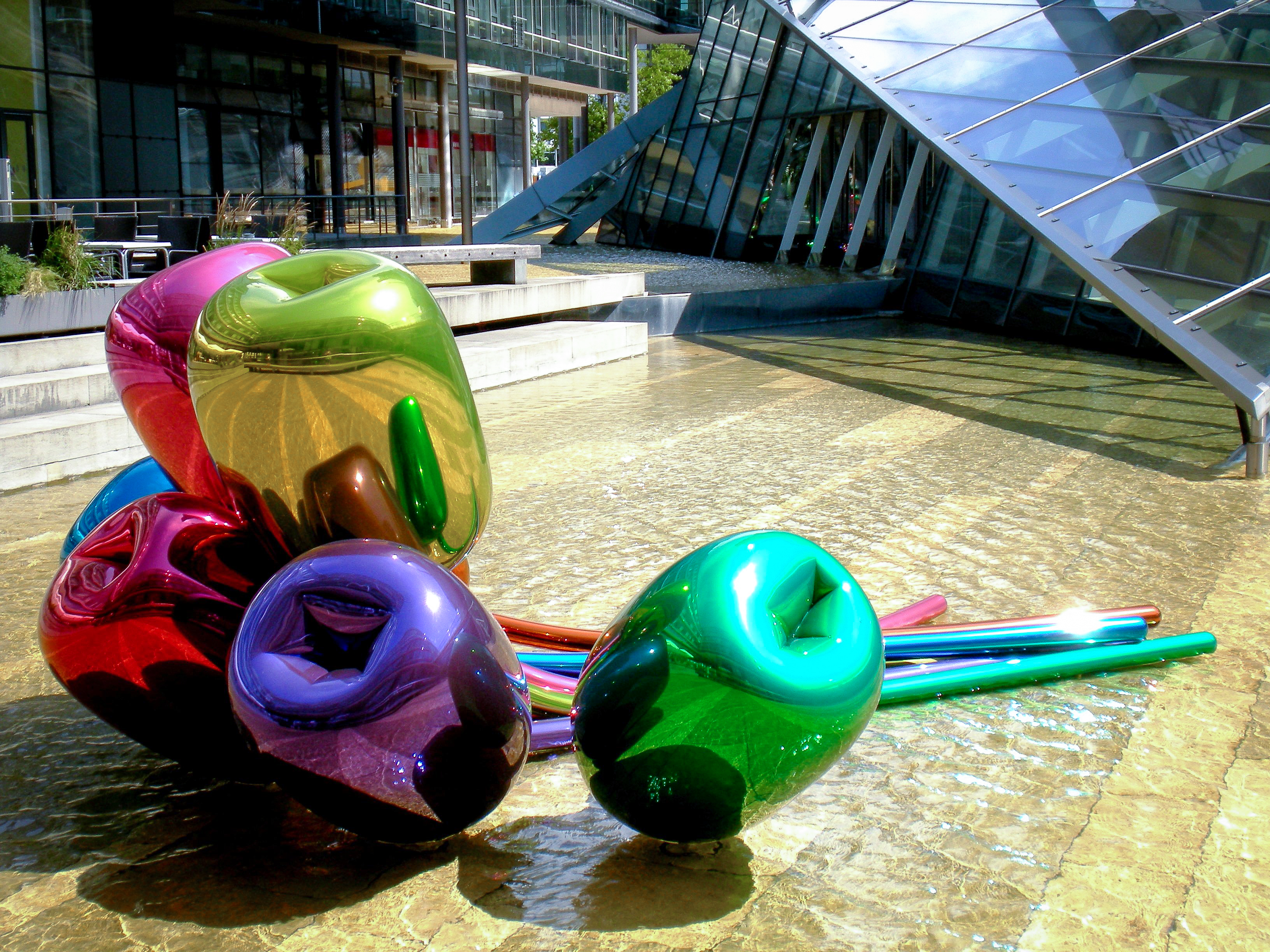
Obra a Hannover, Alemanya